# Negril
Negril är en ort i Jamaica.   Den ligger i parishen Parish of Westmoreland, i den västra delen av landet, 170 km väster om huvudstaden Kingston. Negril ligger 73 meter över havet och antalet invånare är 3 000. Den ligger på ön Jamaica.
Terrängen runt Negril är huvudsakligen platt, men åt nordost är den kuperad. Havet är nära Negril västerut. Runt Negril är det ganska tätbefolkat, med 207 invånare per kvadratkilometer. Det finns inga andra samhällen i närheten. Omgivningarna runt Negril är en mosaik av jordbruksmark och naturlig växtlighet.